# Iglesia de Nuestra Señora de la Paz (Madrid)
La iglesia de Nuestra Señora de la Paz es es un templo católico de estilo neogótico ubicado en Madrid (España). Está situada en la calle Doctor Esquerdo esquina con O'Donell, relativamente cercana al Hospital Gregorio Marañón. 
Es propiedad del Instituto Cristo Rey Sumo Sacerdote y cuenta con la particularidad de ser el único templo en Madrid que oficia misa por el rito tridentino, es decir la misa tradicional en latín. 

## Historia

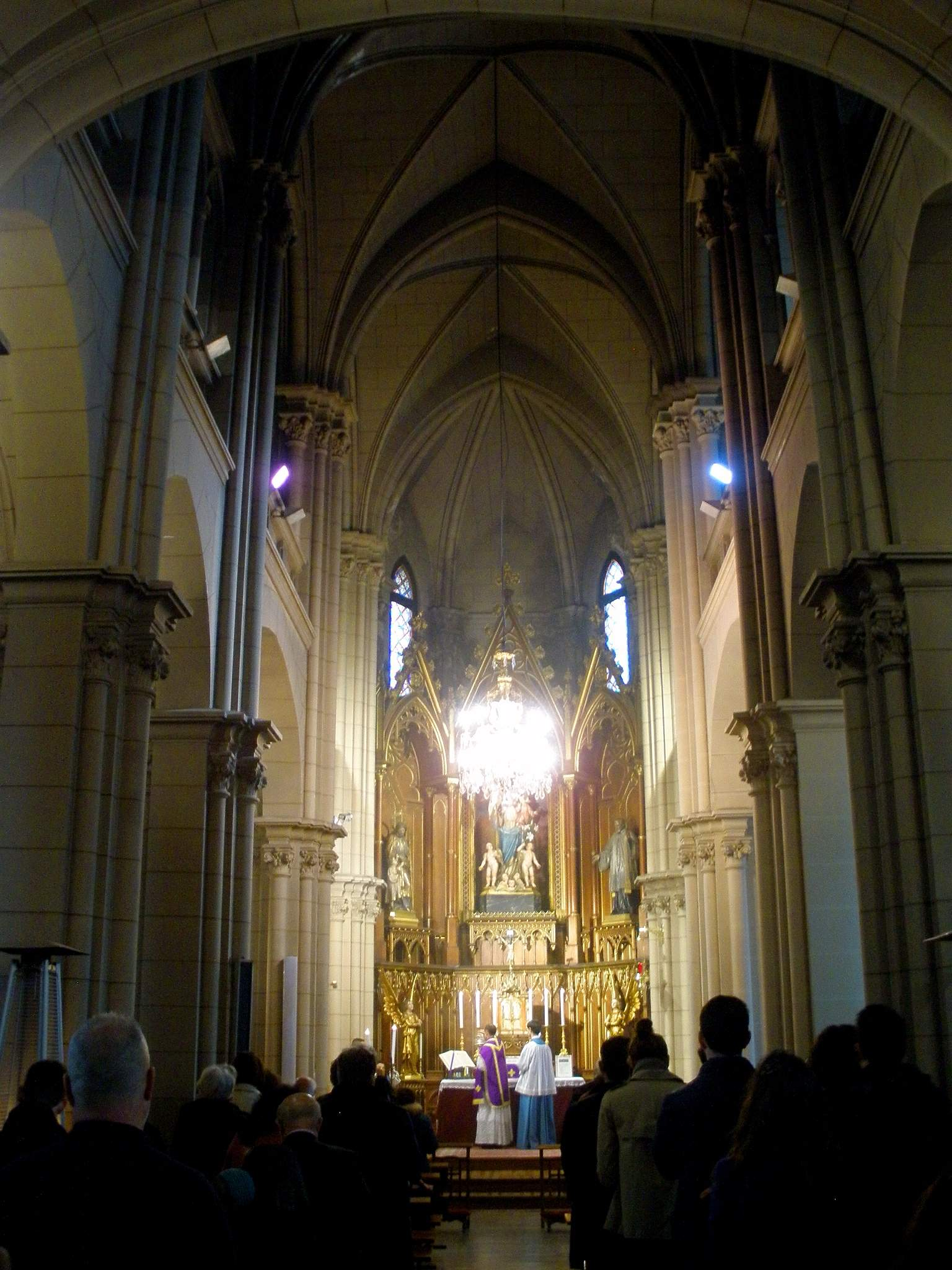
Interior del templo.

El origen de la iglesia se remonta a la Inclusa y al Colegio de la Paz, instituciones benéficas madrileñas que durante siglos acogieron, protegieron y educaron a niños recién nacidos abandonados. El Colegio y el Asilo fueron diseñados en 1903 por el arquitecto Luis Argenty Herrera, mientras que la Iglesia de Nuestra Señora de la Paz  —originalmente consagrada al Sagrado Corazón de Jesús— se construyó en 1905 bajo la dirección de Joaquín Kramer Arnáiz.
La financiación del templo corrió a cargo de Adolfo Bayo y Bayo, senador y empresario, y su esposa Elisa Tapia y Parrella, cuyos restos descansan en la cripta. Bayo, que descubrió en su madurez que había sido acogido en la Inclusa tras la muerte de sus padres adoptivos, costeó la iglesia como agradecimiento a la institución que lo cuidó.
El complejo original ocupaba dos manzanas del Ensanche de Madrid (Plan Castro, 1860), delimitadas por  las calles O’Donnell (al norte), Doctor Esquerdo (al este), Doctor Castelo (al sur) y Máiquez (al oeste). Aunque la mayor parte del Asilo de San José y del Colegio de la Paz fueron demolidos entre 2002-2004, el edificio principal del asilo, reformado en 1989, sigue en uso como residencia de ancianos.